# Just Dance 2021
Just Dance 2021 è il dodicesimo capitolo della serie principale Just Dance sviluppato da Ubisoft.
Il titolo è disponibile a partire da novembre 2020 per Xbox One, Xbox Series X, PS4, Nintendo Switch, PS5 e Google Stadia.
È il primo gioco della serie a non essere stato annunciato all'E3 a causa della pandemia di COVID-19.
È il primo titolo della serie a non essere distribuito per Nintendo Wii.

## Tracce
Nel gioco sono state confermate 41 canzoni.
| Titolo                        | Artisti                                    | Difficoltà | Anno | Modalità  | Ballerino/i |
| ----------------------------- | ------------------------------------------ | ---------- | ---- | --------- | ----------- |
| Adore You                     | Harry Styles                               | Facile     | 2019 | Solo      | ♂️          |
| Alexandrie Alexandra (*)      | Jérôme Francis (Claude François)           | Medio      | 1978 | Trio      | ♀️/♂️/♀️    |
| All the Good Girls Go to Hell | Billie Eilish                              | Medio      | 2019 | Solo      | ♀️          |
| Bailando                      | Paradisio ft. DJ Patrick Samoy             | Facile     | 1996 | Solo      | ♀️          |
| Blinding Lights               | The Weeknd                                 | Facile     | 2019 | Solo      | ♀️          |
| Boy, You Can Keep It          | Alex Newell                                | Medio      | 2020 | Solo      | ♂️          |
| Buscando                      | GTA & Jenn Morel                           | Difficile  | 2018 | Solo      | ♀️          |
| Dance Monkey                  | Tones and I                                | Medio      | 2019 | Solo      | ♀️          |
| Dibby Dibby Sound             | DJ Fresh & Jay Fay ft. Ms. Dynamite        | Medio      | 2014 | Duetto    | ♂️/♂️       |
| Don't Start Now               | Dua Lipa                                   | Facile     | 2019 | Solo      | ♀️          |
| Feel Special                  | Twice                                      | Facile     | 2019 | Trio      | ♀️/♀️/♀️    |
| Georgia                       | Tiggs Da Author                            | Medio      | 2015 | Solo      | ♂️          |
| Get Get Down                  | Paul Johnson                               | Medio      | 1999 | Quartetto | ♂️/♂️/♂️/♂️ |
| Heat Seeker                   | Dreamers                                   | Medio      | 2020 | Solo      | ♂️          |
| Ice Cream                     | Blackpink & Selena Gomez                   | Difficile  | 2020 | Quartetto | ♀️/♀️/♀️/♀️ |
| In the Navy (*)               | The Sunlight Shakers (Village People)      | Medio      | 1979 | Quartetto | ♂️/♂️/♂️/♂️ |
| Joone Khodet                  | Black Cats                                 | Difficile  | 2006 | Duetto    | ♂️/♂️       |
| Juice                         | Lizzo                                      | Medio      | 2019 | Trio      | ♂️/♀️/♀️    |
| Kick It                       | NCT 127                                    | Difficile  | 2020 | Quartetto | ♂️/♂️/♂️/♂️ |
| Kulikitaka                    | Toño Rosario                               | Facile     | 2003 | Solo      | ♀️          |
| Lacrimosa                     | Apashe                                     | Medio      | 2018 | Solo      | ♂️          |
| Magenta Riddim                | DJ Snake                                   | Medio      | 2018 | Solo      | ♂️          |
| Paca Dance                    | The Just Dance Team                        | Facile     | 2020 | Duetto    | ♂️/♀️       |
| Rare                          | Selena Gomez                               | Facile     | 2020 | Solo      | ♀️          |
| Que Tire Pa Lante             | Daddy Yankee                               | Difficile  | 2019 | Quartetto | ♀️/♀️/♀️/♀️ |
| Rain on Me                    | Lady Gaga & Ariana Grande                  | Medio      | 2020 | Trio      | ♂️/♀️/♀️    |
| Runaway (U & I)               | Galantis                                   | Facile     | 2014 | Duetto    | ♂️/♂️       |
| Samba de Janeiro (*)          | Ultraclub 90 (Bellini)                     | Facile     | 1997 | Trio      | ♂️/♀️/♂️    |
| Say So                        | Doja Cat                                   | Facile     | 2020 | Duetto    | ♀️/♀️       |
| Señorita                      | Shawn Mendes & Camila Cabello              | Facile     | 2019 | Duetto    | ♀️/♂️       |
| Temperature                   | Sean Paul                                  | Facile     | 2006 | Quartetto | ♀️/♂️/♀️/♂️ |
| The Other Side                | SZA & Justin Timberlake                    | Medio      | 2020 | Solo      | ♂️          |
| The Weekend                   | Michael Gray                               | Difficile  | 2004 | Duetto    | ♂️/♂️       |
| Till the World Ends (*)       | The Girly Team (Britney Spears)            | Medio      | 2011 | Solo      | ♀️          |
| Uno                           | Little Big                                 | Medio      | 2020 | Quartetto | ♀️/♂️/♂️/♂️ |
| Volar                         | Lele Pons ft. Susan Diaz & Victor Cardenas | Medio      | 2020 | Solo      | ♀️          |
| Without Me                    | Eminem                                     | Difficile  | 2002 | Trio      | ♀️/♂️/♂️    |
| Yameen Yasar                  | DJ Absi                                    | Difficile  | 2020 | Trio      | ♀️/♂️/♀️    |
| Yo Le Llego                   | J Balvin & Bad Bunny                       | Facile     | 2019 | Duetto    | ♂️/♂️       |
| You've Got a Friend in Me (*) | Disney•Pixar's Toy Story (Randy Newman)    | Facile     | 1996 | Solo      | ♂️          |
| Zenit                         | Onuka                                      | Facile     | 2019 | Solo      | ♀️          |

- Un "(*)" indica che la canzone è una cover.

## Versioni alternative
Sono disponibili le versioni alternative di 12 canzoni. 
| Titolo                  | Artisti                         | Difficoltà | Anno | Modalità                | Ballerino/i |
| ----------------------- | ------------------------------- | ---------- | ---- | ----------------------- | ----------- |
| Blinding Lights         | The Weeknd                      | Estremo    | 2019 | Solo (Versione Estrema) | ♂️          |
| Buscando                | GTA & Jenn Morel                | Estremo    | 2018 | Solo (Versione Estrema) | ♂️          |
| Don't Start Now         | Dua Lipa                        | Estremo    | 2019 | Solo (Versione Estrema) | ♂️          |
| Feel Special            | Twice                           | Estremo    | 2019 | Solo (Versione Estrema) | ♀️          |
| Juice                   | Lizzo                           | Medio      | 2019 | Trio (Versione Yummy)   | ♂️/♀️/♂️    |
| Kick It                 | NCT 127                         | Estremo    | 2020 | Solo (Versione Estrema) | ♂️          |
| Rare                    | Selena Gomez                    | Facile     | 2020 | Solo (Versione Fata)    | ♀️          |
| Samba de Janeiro (*)    | Ultraclub 90 (Bellini)          | Difficile  | 1997 | Duetto (Versione Samba) | ♀️/♂️       |
| Temperature             | Sean Paul                       | Estremo    | 2006 | Solo (Versione Estrema) | ♂️          |
| Till the World Ends (*) | The Girly Team (Britney Spears) | Estremo    | 2011 | Solo (Versione Estrema) | ♂️          |
| Without Me              | Eminem                          | Estremo    | 2002 | Solo (Versione Estrema) | ♀️          |
| Yameen Yasar            | DJ Absi                         | Estremo    | 2020 | Solo (Versione Estrema) | ♂️          |

## Kids Mode
10 nuove canzoni sono disponibili in questa modalità.
| Titolo                        | Artisti                                          | Anno | Modalità | Ballerino/i |
| ----------------------------- | ------------------------------------------------ | ---- | -------- | ----------- |
| Dance Of The Mirlitons (*)    | The Just Dance Orchestra (Pëtr Il'ič Čajkovskij) | 1892 | Duetto   | ♂️/♀️       |
| Flying Carpet                 | Persians Nights                                  | 2020 | Solo     | ♀️          |
| Get On The Fire Truck         | The Step Brigade                                 | 2020 | Duetto   | ♀️/♂️       |
| Here Comes The Spy            | The Step Brigade                                 | 2020 | Solo     | ♂️          |
| Kulikitaka                    | Toño Rosario                                     | 2003 | Solo     | ♀️          |
| Let's Save Our Planet         | The Sunlight Shakers                             | 2020 | Duetto   | ♂️/♂️       |
| Rock 'n Roll Princess         | Fast Forward Highway                             | 2020 | Solo     | ♀️          |
| Space Cat                     | Equinox Stars                                    | 2020 | Solo     | ♂️          |
| The Color Lab                 | Dancing Bros.                                    | 2020 | Solo     | ♂️          |
| You've Got a Friend in Me (*) | Disney•Pixar's Toy Story (Randy Newman)          | 1996 | Solo     | ♂️          |

## Just Dance Unlimited
Accesso a più di 500 brani dai precedenti capitoli Just Dance assieme ad alcune esclusive che verranno aggiunte nel tempo. Ogni copia del gioco ha una prova di un mese gratuita.
| Titolo            | Artisti                                                      | Difficoltà | Anno | Modalità  | Ballerino/i | Data di uscita                                               |
| ----------------- | ------------------------------------------------------------ | ---------- | ---- | --------- | ----------- | ------------------------------------------------------------ |
| All the Stars     | Kendrick Lamar & SZA                                         | Medio      | 2018 | Solo      | ♀️          | 7 ottobre 2021                                               |
| Come Back Home    | 2NE1                                                         | Difficile  | 2014 | Trio      | ♀️/♀️/♀️    | 29 aprile 2021                                               |
| Dans van de farao | K3                                                           | Medio      | 2020 | Trio      | ♀️/♀️/♀️    | 12 novembre 2020 (Benelux) 30 dicembre 2020 (Mondiale)       |
| Drum Go Dum       | K/DA ft. Aluna, Wolftyla, Bekuh Boom                         | Estremo    | 2020 | Quartetto | ♀️/♀️/♀️/♀️ | 25 novembre 2020 (Gratuito) 26 febbraio 2021 (Esclusiva JDU) |
| Flash             | Bilal Hassani ft. Sundy Jules, Paola Locatelli, Sulivan Gwed | Medio      | 2020 | Solo      | ♂️          | 12 novembre 2020 (Francia) 30 dicembre 2020 (Mondiale)       |
| Girls Like        | Tinie Tempah ft. Zara Larsson                                | Medio      | 2016 | Trio      | ♂️/♂️/♂️    | 28 gennaio 2021                                              |
| Head & Heart      | Joel Corry ft. MNEK                                          | Facile     | 2020 | Duetto    | ♀️/♂️       | 15 luglio 2021                                               |
| Intoxicated       | Martin Solveig & GTA                                         | Medio      | 2015 | Solo      | ♂️          | 22 luglio 2021                                               |
| John Cena         | Sho Madjozi                                                  | Difficile  | 2019 | Solo      | ♀️          | 29 luglio 2021                                               |
| Monster           | EXO                                                          | Difficile  | 2016 | Trio      | ♂️/♂️/♂️    | 15 aprile 2021                                               |
| Rainbow Beats     | Yi Yan, Zhao Fang Jing, Suika Kune & Faizaojun               | Difficile  | 2020 | Duetto    | ♀️/♀️       | 14 ottobre 2021                                              |
| Stupid Love       | Lady Gaga                                                    | Difficile  | 2020 | Solo      | ♀️          | 21 gennaio 2021                                              |
| The Way I Are     | Timbaland ft. Keri Hilson, D.O.E., Sebastian                 | Medio      | 2007 | Duetto    | ♂️/♀️       | 22 aprile 2021                                               |
| Tusa              | Karol G & Nicki Minaj                                        | Medio      | 2019 | Solo      | ♀️          | 14 gennaio 2021                                              |
| U.S.A. (*)        | Da Pump (Joe Yellow)                                         | Medio      | 2018 | Quartetto | ♂️/♂️/♂️/♂️ | 12 novembre 2020 (Giappone) 30 dicembre 2020 (Mondiale)      |